# 브라보 마이 라이프
"브라보 마이 라이프"는 2007년에 개봉한 대한민국의 영화이다.

## 캐스팅
- 백윤식 : 조민혁 역
- 임하룡 : 최석원 역
- 박준규 : 박승재 역
- 임병기 : 김종수 역
- 이소연 : 김유리 역
- 김성원 : 사장 역
- 노영국 : 노 전무 역
- 김예령 : 조숙희 역
- 이우석 : 이진수 역
- 조경숙 : 경순 역
- 박윤재 : 진현섭 역
- 윤해린 : 미란 역
- 배호근 : 기남 역
- 김태훈 : 문태준 역
- 권진란 : 보조작가 역
- 정인기 : 벤치 사내 역
- 최경원 : 악기점 주인 역
- 우기홍 : 총무부 직원 역
- 이채원 : 해외사업부 직원 역
- 송보은 : 해외사업부 직원 역
- 홍가영 : 마케팅 직원 역
- 유동흔 : 마케팅 직원 역
- 김준표 : 마케팅 직원 역
- 양형호 : 강경수 역
- 김용 : 이대팔 역
- 안흥찬 : 승재밴드 보컬 / 베이스 역 (특별출연)
- 김종원 : 승재밴드 기타 역 (특별출연)
- 왕명호 : 승재밴드 드럼 역 (특별출연)
- 최충근 : 거래처 사장 역 (특별출연)